# Krušnohorská kuchyně

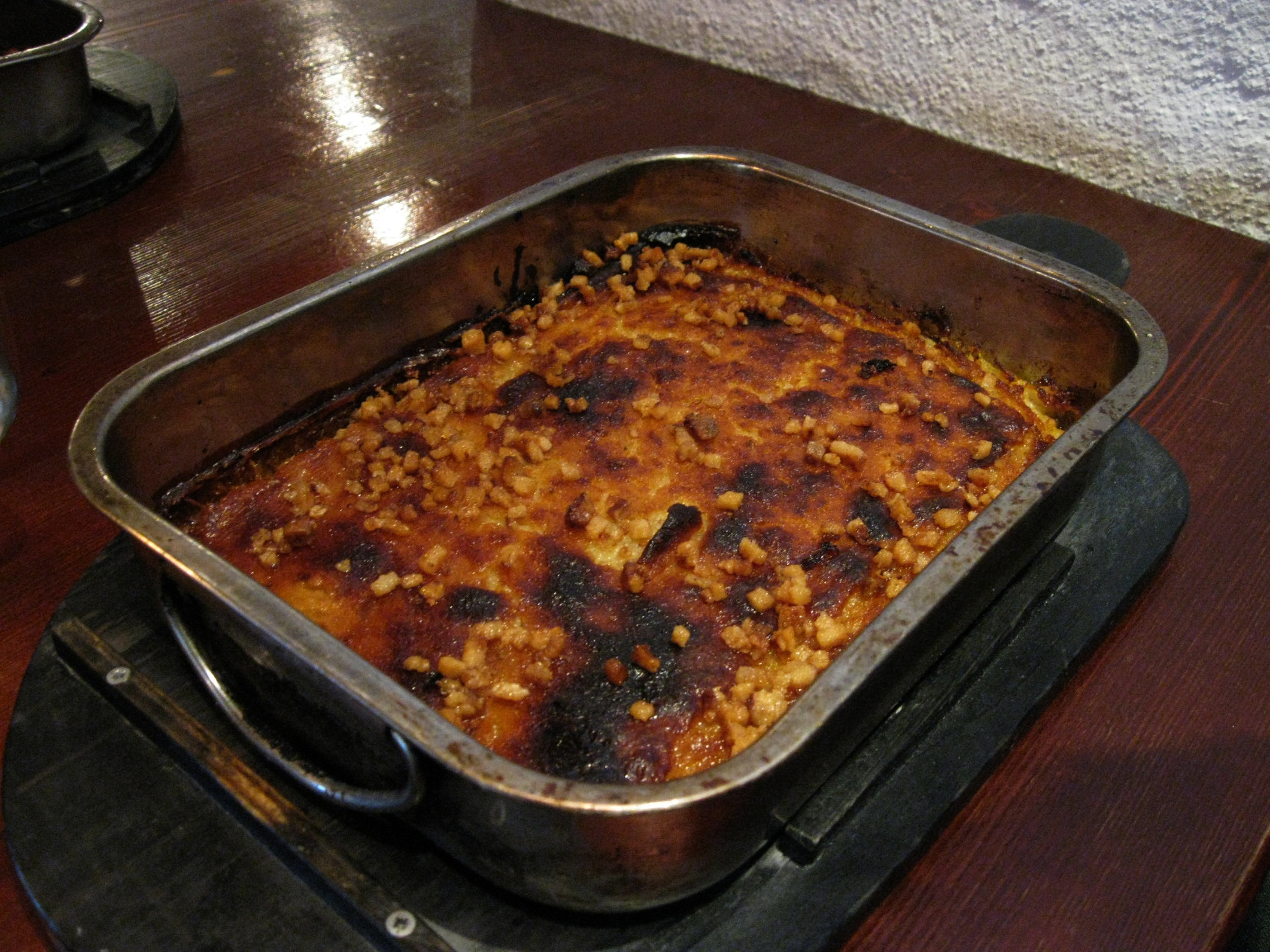
Buttermilchgetzen

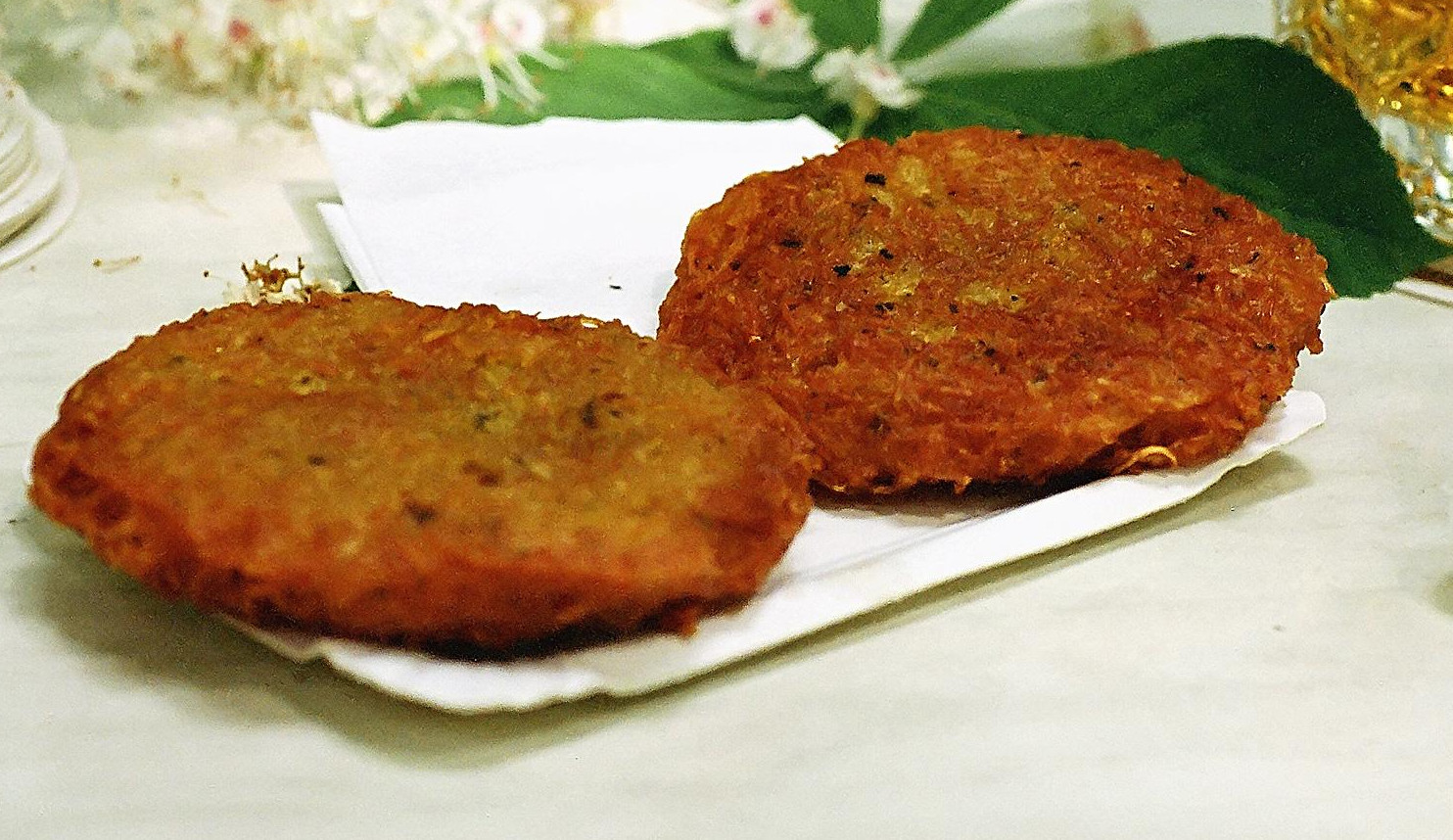
Bramboráky

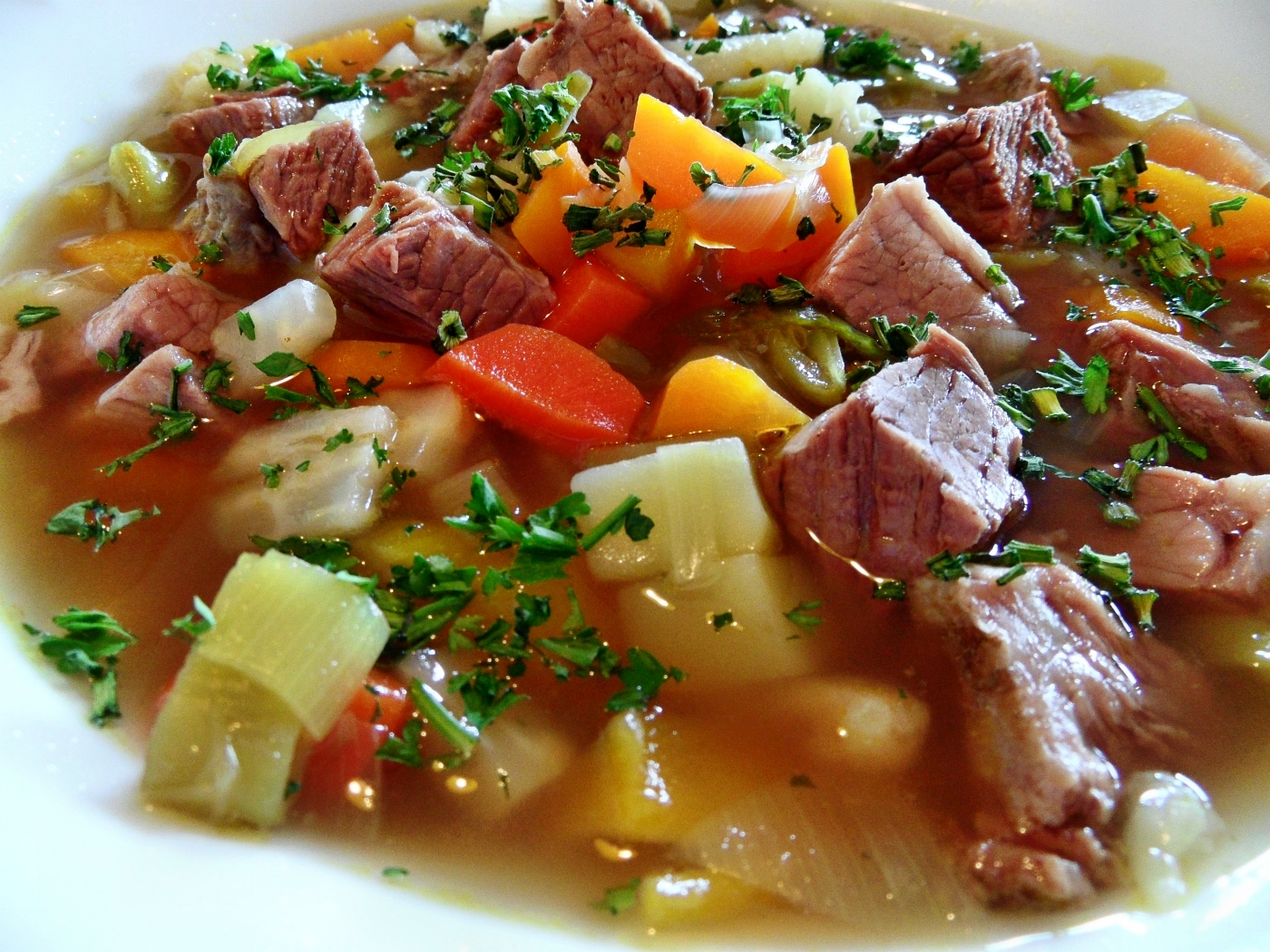
Eintopf

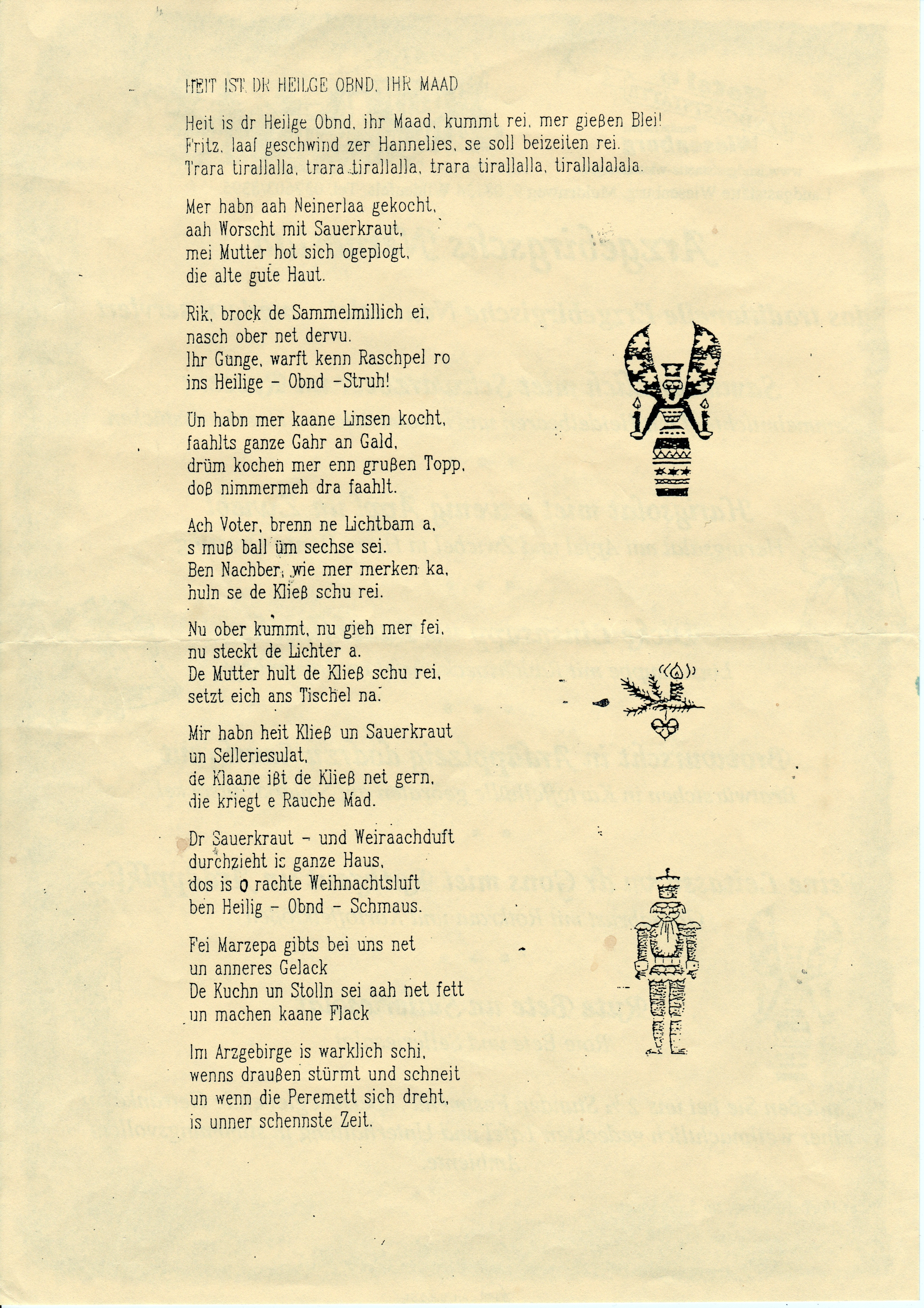
Veršované menu představující jednotlivé pokrmy v Neinerlaa

Krušnohorská kuchyně (německy Erzgebirgische Küche) je tradiční kuchyní pohoří Krušné hory, nacházejícího se na pomezí Česka a Německa. V rámci německé kuchyně se řadí pod širší saskou kuchyni, na české straně krušnohorské kulinářské tradice téměř zcela zmizely z důvodu odsunu místního německého obyvatelstva, i když některé tradice se ve 21. století obnovují i zde, například výroba abertamského sýra v okolí městečka Abertamy.
Historicky byly Krušné hory velmi chudým krajem. Většina obyvatel do Krušných hor přišla ve 12. století v rámci zlaté horečky z různých německých oblastí, což se později promítlo i do zdejší kuchyně. Do 18. století v Krušných horách docházelo i k hladomorům, z toho důvodu byly koncem 18. století místní šlechtou zavedeny brambory. Ty posléze začaly v krušnohorské kuchyni dominovat a připravovat se na mnoho způsobů, z brambor se vařily například bramboráky nebo bramborové knedlíky. Krom brambor patří mezi důležité suroviny krušnohorské kuchyně i maso (typicky zvěřina), ryby, vejce, mléčné výrobky, zelí nebo zelenina, v časech nedostatku se v kuchyni používaly i luční byliny, seno nebo smrkové výhonky.

## Příklady typických krušnohorských pokrmů
Příklady typických krušnohorských pokrmů:
- Fratzen a klitscher, bramboráky, podávané naslano i nasladko
- Eintopf, polévky vařené v jednom hrnci (typicky z brambor a s houbami)
- Různá pečená masa, například Hei-sau, kančí kýta pečená se senem
- Buttermilchgetzen, sladký pokrm z bramborového těsta s podmáslím
- Různé dezerty, například Eierschecke (kynutý dezert s jablky) nebo krušnohorská štóla
- Neunerlei (též Neinerlaa), hostina skládající se z devíti pokrmů podávaná na Vánoce, přičemž v každé oblasti se podávají jiné pokrmy a každý pokrm něco symbolizuje (například knedlíky mají přinést bohatství v novém roce, kysané zelí má přinést dobrou úrodu atp.). Mezi další pokrmy podávané v rámci Neunerlei patří různé polévky, vařená čočka, saláty nebo klobásy (bratwursty).